# 지상의 비극
"지상의 비극"은 1960년 공개된 대한민국의 영화이다.

## 배역
- 김진규
- 조미령
- 장동휘
- 김동원
- 안성기
- 박남규
- 박숙남